# Jurisdicción alfonsina
Los señoríos de jurisdicción alfonsina fueron un tipo de señorío, en el Antiguo Régimen, existentes en el por entonces Reino de Valencia. Una serie de limitaciones diferenciaban esta jurisdicción, civil y criminal, de la suprema o baronal.
Su institucionalización fue realizada mediante la rúbrica De Iurisdictione omnium iudicum en 1329 por Alfonso IV de Aragón, de ahí su nombre. 
El privilegio de la jurisdicción alfonsina se conseguía si se fundaba o poseía un lugar con al menos quince hogares de cristianos viejos, reduciéndose el mínimo para vecindario musulmán a tan sólo tres fuegos en dominios de la Corona y a siete en dominios de otros señores. Por esta vía, multitud de alquerías y pequeños lugares de población mudéjar se transformaron en señoríos alfonsinos, muchos de los cuales se convirtieron en despoblados a raíz de la expulsión de los moriscos en 1609.
Ejemplos de señoríos alfonsinos fueron Algorfa, La Sarga (en Jijona), Aguas de Busot, Torrellano (en Elche), Bigastro, Peñacerrada (en Muchamiel)...
- Datos: Q5956665